# حسان بلخوجة
حسان بلخوجة ولد ببلدة رأس الجبل من ولاية بنزرت في 10 مارس 1916، وتوفي في 29 نوفمبر 1981، سياسي ورجل أعمال تونسي.

## نشأته
درس حسان بلخوجة في الليسي كارنو بتونس العاصمة، ثم اتجه إلى العاصمة الفرنسية باريس لدراسة الحقوق، إلى أن أحرز على شهادة الإجازة في الحقوق، ثم على الدكتوراه في الحقوق عام 1950.

## الوطني
ناضل حسان بلخوجة منذ فترة شبابه في الحركة الوطنية التونسية. حيث كان عضوا في الشعبة التابعة للحزب الحر الدستوري الجديد في باريس، وترأس جمعية طلبة شمال أفريقيا المسلمين بفرنسا، وهو ما هيأه للانضمام عام 1954 إلى الوفد التونسي في المفاوضات التونسية الفرنسية من أجل الوصول بالبلاد إلى الاستقلال الداخلي، والتي انتهت بالتوقيع على اتفاقيات 3 جوان 1955.

## الدبلوماسية والأعمال
مثل حسان بلخوجة تونس في باريس كمندوب سام ثم كسفير، واستمر في هذا المنصب إلى عام 1957، حيث عين للقيام بنفس الدور في العاصمة الإسبانية مدريد. وفي عام 1959 غادر الدبلوماسية، لينضم إلى عالم الأعمال وعين على رأس عدد من المؤسسات الاقتصادية، التي تولى فيها منصب رئيس مدير عام. فقام بتأسيس البنك القومي التونسي، ثم الشركة التونسية لصناعة الحليب المعروفة اختصار بـستيل، ثم الديوان التونسي للتجارة، وفي عام 1971 عين على رأس الشركة التونسية للبنك، وكان يتولى في نفس الوقت مناصب وزارية. وقد عاد إليها بعد خروجه من الحكومة عام 1981.

## السياسة
انتخب حسان بلخوجة في مؤتمر بنزرت للحزب الاشتراكي الدستوري عضوا في الديوان السياسي. وفي عام 1971 أصبح عضوا في البرلمان التونسي المسمى آنذاك بـمجلس الأمة. أما في الحكومة فقد أسندت إلى حسان بلخوجة عدة حقائب وزارية، أولاها وزارة الصناعة والتجارة، بتاريخ 8 نوفمبر 1969، وفي 25 سبتمبر عين على رأس وزارة الفلاحة، وفي 7 نوفمبر 1979 عين وزيرا للنقل والاتصالات، وفي 15 أفريل 1980 عين وزيرا للخارجية، غير أنه لم يستمر طويلا ليأخذ مكانه الباجي قائد السبسي. وإلى جانب ذلك تولى حسان بلخوجة منذ عام 1971 وإلى تاريخ وفاته عام 1981 رئاسة نادي الترجي الرياضي التونسي. وتخليدا لذكراه أطلق اسمه على الحديقة الرياضة ب التي تعود للترجي.

## وصلة خارجية
- موقع حول حسان بلخوجة

## إشارات مرجعية
1. ↑  http://www.apollonia.com.tn/Site%20hassen%20Belkhodja/est.html نسخة محفوظة 14 أبريل 2010 على موقع واي باك مشين. على رأس الترجي

| سبقه محمد الفيتوري | وزير خارجية (تونس) 1980- 1981 | تبعه الباجي قائد السبسي |